# Општина Ипотешти (Сучава)
Ипотешти (рум. Ipoteşti) општина је у Румунији у округу Сучава.
Oпштина се налази на надморској висини од 289 m.